# 斯萊特群島

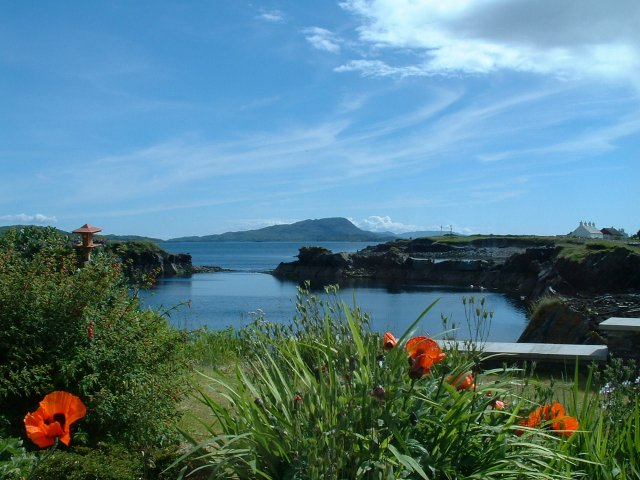
一张斯莱特群岛的照片

斯萊特群島是蘇格蘭的群島，位於朱拉島東北5公里的大西洋海域，屬於內赫布里底群島的一部分，由8座島嶼組成，面積40平方公里，2001年人口838。

## 外部連結
- The Scottish Slate Islands Heritage Trust

56°14′52″N 5°38′38″W / 56.24778°N 5.64389°W